# Hoàng Ngọc Nhất
Hoàng Ngọc Nhất (sinh năm 1947) là sĩ quan cao cấp ngành Công an nhân dân Việt Nam và chính trị gia người Việt Nam. Ông từng là Thiếu tướng, giữ chức vụ Thứ trưởng Bộ Nội vụ (nay là Bộ Công an Việt Nam), sau đó bị kỉ luật cách chức Thứ trưởng Bộ Công an và bị giáng cấp xuống Đại tá vì liên quan đến Năm Cam. Ông nguyên là Giám đốc Công an tỉnh Thanh Hóa, đại biểu Quốc hội Việt Nam khóa 9 (1992-1997) thuộc đoàn đại biểu tỉnh Thanh Hóa.

## Tiểu sử
Hoàng Ngọc Nhất sinh ngày 25 tháng 10 năm 1947, quê quán tại xã Thọ Phú, huyện Triệu Sơn, tỉnh Thanh Hóa.
Hoàng Ngọc Nhất là đảng viên Đảng Cộng sản Việt Nam.
Ông từng là Đại biểu Quốc hội Việt Nam khóa 9 (1992-1997) thuộc đoàn đại biểu tỉnh Thanh Hóa, Ủy viên Ủy ban Quốc phòng và An ninh của Quốc hội Việt Nam khóa 9. Lúc này ông mang quân hàm Thượng tá, Ủy viên Ban thường vụ Tỉnh ủy Thanh Hóa, Giám đốc Công an tỉnh Thanh Hóa.
Tháng 7 năm 1996, Hoàng Ngọc Nhất là Thứ trưởng Bộ Nội vụ, Ủy viên Ban soạn thảo liên ngành xây dựng dự thảo luật Thi hành án.
Ngày 15 tháng 11 năm 2002, Thủ tướng Chính phủ Phan Văn Khải đã kí quyết định số 1090/TTg, về việc cách chức Thứ trưởng Bộ Công an và Chủ tịch nước Trần Đức Lương đã ra quyết định giáng cấp từ thiếu tướng xuống đại tá với ông Hoàng Ngọc Nhất. Lí do, ông Nhất đã kí lệnh cho trùm tội phạm Năm Cam ra khỏi trại cải tạo sớm 8 tháng.